# آلاء سنان
آلاء سنان ممثلة وكاتبة مصرية من مواليد عام 1986.

## حياتها
وُلدت آلاء سنان في 23 ديسمبر (كانون الأول) 1986، وتخرجت في قسم النحت من كلية الفنون التطبيقية بجامعة حلوان، ثُم عملت بعدة تخرجها في مجال التسويق الرقمي حتى أصبحت مديرة لقسم التسويق الإلكتروني بإحدى شركات التجميل. وفي عام 2018 بدأت آلاء سنان مسيرتها الفنية بالتمثيل في فيلم البدلة، ثُم توالت مُشاركاتها في السينما والتليفزيون. اتجهت آلاء سنان إلى احتراف الكتابة فشاركت في عدد من ورشات الكتابة التليفزيونية والسينمائية برفقة الكاتب والروائي أحمد مراد، وكاتب السيناريو تامر حبيب، وكاتبة السيناريو مها الوزير.

## أعمالها

### الأفلام
- البدلة: أنتج عام 2018، ولعبت فيه دور «فتاة السلسلة».

### المسلسلات
- لعبة نيوتن: أنتج عام 2021، ولعبت فيه دور «سارة».[4][5][6]
- الليلة واللي فيها: أنتج عام 2022.
- ليه لأ 3: أنتج عام 2023، ولعبت فيه دور «أفنان».
- بريستيج: أنتج عام 2025.[7][8]

## وصلات خارجية
- صفحة الممثلة على قاعدة بيانات الأفلام العربية